# Hermann von Kuhl
Hermann von Kuhl (Coblenza, 2 novembre 1856 – Francoforte sul Meno, 4 novembre 1958) è stato un generale e storico tedesco.

## Biografia

### I primi anni
Nato a Coblenza, von Kuhl studiò durante gli anni della propria giovinezza filosofia, filologia classica, germanistica e linguistica comparativa presso le università di Lipsia, Tubinga, Marburgo e Berlino, laureandosi nel 1878 con la dissertazione dal titolo De Saliorum carminibus.
Il 1º ottobre 1878 si arruolò come cadetto nel Westfälische Infanterie-Regiment Nr. 53, venendo promosso secondo luogotenente il 12 agosto 1879 e primo luogotenente il 16 febbraio 1889. A questo punto venne trasferito al Grenadier-Regiment „König Friedrich Wilhelm I.“ (2. Ostpreußisches) Nr. 3 di stanza a Königsberg. In quest'occasione frequentò l'accademia militare prussiana a Berlino e divenne capo dipartimento del personale. Il 4 giugno 1912 venne promosso maggior generale. Il 16 giugno 1913, in occasione dei 25 anni di regno del Kaiser Guglielmo, ottenne il titolo nobiliare di cavaliere, e poté premettere al cognome il von. Sino al 2 agosto 1914 fu poi capo quartiermastro di stato maggiore.

### La prima guerra mondiale
Durante la prima guerra mondiale lavorò come capo di Stato maggiore della 1. Armee sul Fronte occidentale dal 2 agosto 1914. Promosso tenente generale il 18 aprile 1915, il 22 settembre dello stesso anno divenne capo di Stato maggiore della 12. Armee e dal 24 novembre passò alla 6. Armee. il 28 agosto 1916 venne trasferito al gruppo d'armate Kronprinz Rupprecht sempre sul fronte occidentale ove rimase sino al termine del conflitto come capo di Stato maggiore. In questo periodo si trovò a lavorare in stretta collaborazione con Paul von Hindenburg e Erich Ludendorff, rispettivamente il suo successore ed il suo predecessore nell'incarico.

### Il dopoguerra
Il 10 settembre 1919 venne promosso General der Infanterie e si ritirò dall'esercito. Negli anni seguenti, von Khul proseguì i suoi studi militari realizzando pubblicazioni e opere sulla prima guerra mondiale.
Morì nel 1958 all'età di 102 anni a Francoforte sul Meno nella casa del nipote dove abitava dal 1951.